# Oraniopsis appendiculata
Genre
Espèce
Classification phylogénétique
Oraniopsis appendiculata est une espèce de plantes à fleurs de la famille des Arécacées (les palmiers) que l'on trouve au Queensland, en Australie. C'est l'unique espèce du genre Oraniopsis.

## Classification
- Sous-famille des Ceroxyloideae
  - Tribu des Ceroxyleae

Ce genre partage sa tribu avec les genres suivant : Ceroxylon,  Juania et  Ravenea  .